# Florence Y. Pan
Florence Y. Pan (née le 16 novembre 1966) est une juriste américaine, juge fédéral de la Cour d'appel des États-Unis pour le circuit du district de Columbia. Elle a été juge de la Cour de district des États-Unis pour le district de Columbia de 2021 à 2022, et auparavant juge de la Cour supérieure du district de Columbia de 2009 à 2021.

## Premières années
Florence Pan est née en 1966 à New York de parents qui avaient émigré aux États-Unis en 1961, en provenance de Taïwan. Elle est élevée à Tenafly (New Jersey).
Florence Pan est sortie diplômée de l'université de Pennsylvanie en 1988, avec un double diplôme de Bachelor of Arts et de Bachelor of Science, avec la mention honorifique summa cum laude, de la Wharton School. De 1988 à 1990, Florence Pan travaille en tant qu'analyste financier pour Goldman Sachs. Elle suit alors les cours de la Stanford Law School (en), où elle est l'un des rédacteurs de la Stanford Law Review (en) et de la Stanford Law and Policy Review; elle est finaliste du concours de procès fictif de l'école. En 1993, elle est diplômée Juris Doctor avec distinction,.

## Parcours en tant que juge

### Juge de la Cour d'appel

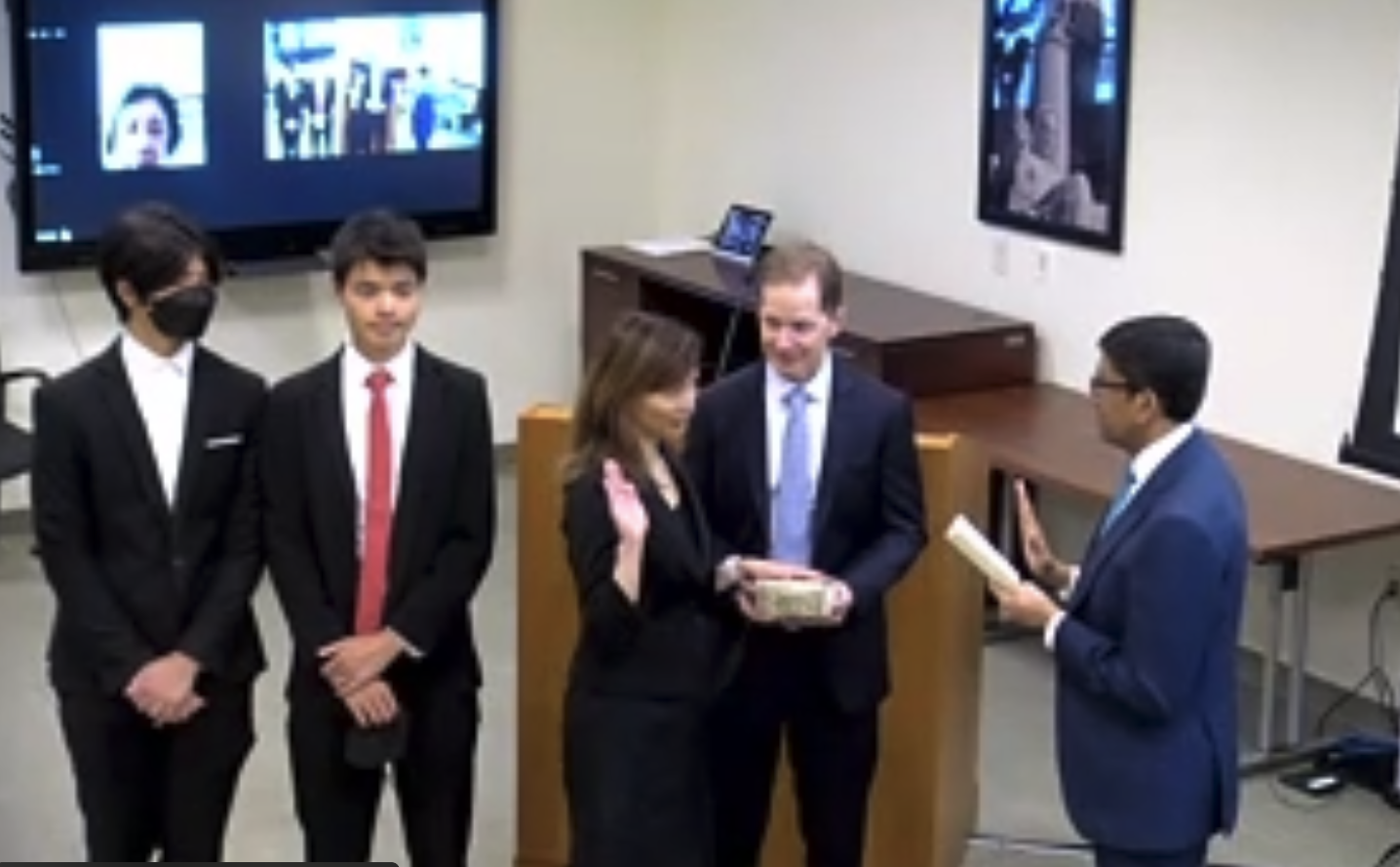
Le 28 septembre 2022, le juge en chef Sri Srinivasan de la Cour d'appel des États-Unis pour le circuit du district de Columbia fait prêter serment à Florence Pan lors de la cérémonie de prestation de serment pour la Cour d'appel des États-Unis pour le circuit du district de Columbia.

Le 25 mai 2022, le Président Joe Biden nomme Florence Pan en tant que juge fédéral pour la Cour d'appel des États-Unis pour le circuit du district de Columbia. Elle est ainsi nommée au siège précédemment occupé par le juge Ketanji Brown Jackson, lui-même promu à la Cour suprême des États-Unis. Elle est auditionnée pour cette nomination le 22 juin 2022 par la Commission judiciaire du Sénat des États-Unis. Le 21 juillet 2022, sa nomination reçoit un avis favorable du Comité par un vote de 13 voix contre 9. Le 15 septembre 2022, le chef de la majorité Chuck Schumer enregistre la clôture du processus de nomination. Le 19 septembre 2022, le Sénat statue sur sa nomination lors d'une procédure accélérée (« cloture ») par un vote de 52 voix contre 38. Le 20 septembre 20222, sa nomination est confirmée par un vote de 52 voix contre 42.  